# Dicliptera knappii
Dicliptera knappii är en akantusväxtart som beskrevs av D.C. Wasshausen. Dicliptera knappii ingår i släktet Dicliptera och familjen akantusväxter. Inga underarter finns listade i Catalogue of Life.